# Spirocodon saltatrix
Spirocodon saltatrix is een hydroïdpoliep uit de familie Polyorchidae. De poliep komt uit het geslacht Spirocodon. Spirocodon saltatrix werd in 1818 voor het eerst wetenschappelijk beschreven door Tilesius. 